# スチェパン・ラディチ
スティエパン・ラディッチ（Stjepan Radić、1871年6月11日 - 1928年8月8日）は、クロアチア人の政治家。クロアチア共和農民党（のちクロアチア農民党）を組織した。

## 生涯
1871年、クロアチア（当時はオーストリア・ハンガリー帝国領）のシサク近郊で生まれた。1904年、兄（Ante Radić）とクロアチア共和農民党を結成し、ハンガリー支配に対して抵抗した。
第一次世界大戦後は、セルビア人主導の中央集権的な南スラヴ国家形成に反対し、分権的・連邦主義的な南スラヴの統合を主張した。しかし、セルビア人・クロアチア人・スロベニア人王国（のちユーゴスラヴィア王国と改称）においてセルビア人主導の集権化が進められたため、ソヴィエト政権への接近を図った。これに対して政府は1925年にラディッチら共和農民党員を逮捕した。獄中のラディッチは急進党のニコラ・パシッチと妥協、中央集権的な憲法（ヴィドヴダン憲法、1921年制定）を認め、党名から「共和」を外した。その上で釈放後はパシッチと連立政権を発足させたため、クロアチア人の一部から支持を失い、ふたたび野党に転じた。
1928年6月20日、議事録で用いられる文字を、クロアチア人などが用いるラテン文字にするか、それともセルビア人などが用いているキリル文字にするか、国会で審議が行われていた。その最中に急進党のプニシャ・ラチッチが、ラディッチらクロアチア農民党の議員に対して発砲。甥のパヴレをはじめ2人が犠牲となり本人も重傷を負って、その傷がもとで8月8日にザグレブで死去した。この1928年議会内暗殺事件を切っ掛けとして民族対立が激しくなり、翌1929年には国王アレキサンダル1世による独裁体制（1月6日独裁制）が成立することになる。
クロアチアの200クーナ紙幣に肖像が使用されている。